# رادیک عیسایف

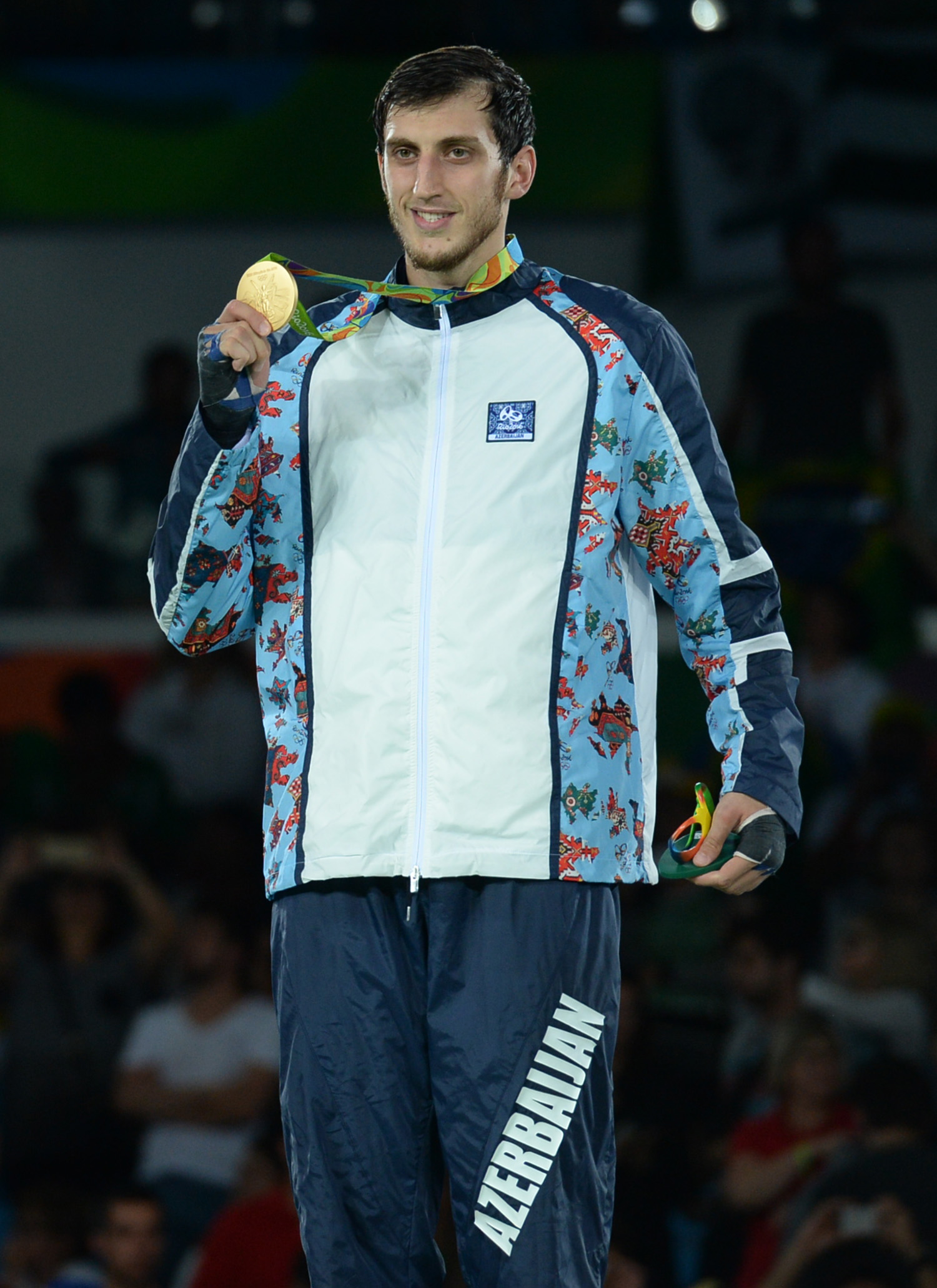
رادیک عیسایف - ۲۰۱۶

رادیک عیسایف (انگلیسی: Radik Isayev؛ زادهٔ ۲۶ سپتامبر ۱۹۸۹) تکواندوکار اهل جمهوری آذربایجان است.
از افتخارات وی میتوان به کسب مدال وزن ۸۷ کیلوگرم در مسابقات جهانی تکواندو ۲۰۱۵ و مدال برنز مسابقات جهانی تکواندو ۲۰۱۳ اشاره کرد.